# Estación Fiorito
Villa Fiorito es una estación ferroviaria de la localidad homónima, partido de Lomas de Zamora, Provincia de Buenos Aires, Argentina. La estación dejó de operar en 2017 con el cese de operaciones del ramal debido a un descarrilamiento. Pese a la suspensión de más de 5 años, la Comisión de Vecinos y Organizaciones del Belgrano Sur y las autoridades ferroviarias proyectan la reactivación del ramal.

## Servicios
La estación corresponde al Ferrocarril General Manuel Belgrano de la red ferroviaria argentina, en el ramal de la Línea Belgrano Sur que conecta las terminales Puente Alsina y Aldo Bonzi. A partir del año 2015 era operada por la empresa estatal Trenes Argentinos.
El 4 de agosto de 2017 el operador suspendió los servicios debido a un anegamiento de vías que provocó el descarrilamiento de una formación a la altura de la estación Puente Alsina. Desde ese momento no hubo más servicios ferroviarios en este ramal de vía única.
No existe fecha de clausura definitiva, sino que se marca la fecha en que el tren dejó de circular. Actualmente el servicio se encuentra interrumpido por seguridad operativa debido al mal estado de vías y asentamientos ilegales cercanos a las vías, desde la empresa estatal Trenes Argentinos se habló de una pronta vuelta del servicio. La empresa Trenes Argentinos decidió blanquear el cierre del ramal provisoriamente haciendo un servicio desde Libertad hasta Kilómetro 12 con próximo servicio a la estación de La Salada. Aunque no se preste servicio de pasajeros ni de cargas, el ramal es conservado por una organización de vecinos y usuarios del ramal Puente Alsina-Aldo Bonzi donde transitan con zorras y realizan varias tareas de mantenimiento para no perder la traza ferroviaria. Debido a reiterados reclamos por parte de vecinos, usuarios del ferrocarril, organizaciones sociales, Honorable Consejo Deliberante de Lomas de Zamora y la Cámara de Diputados las autoridades como Mario Meoni (Ministro de Transporte), Martín Marinucci (Presidente de Trenes Argentinos Operaciones) y Daniel Novoa (Presidente de la Línea Belgrano Sur) decidieron incluir en el proyecto la reactivación de este ramal suspendido ya hace más de 5 años. 
Las mismas autoridades fueron consultadas mediante una videoconferencia para los alumnos ferroviarios de diferentes universidades, entre ellas la Universidad de Lanús y la Universidad de Lomas de Zamora, Universidad de San Martín, entre otras.  A su vez Daniel Novoa expresó la necesidad de esta línea ferroviaria y llegó al acuerdo entre el Municipio de Lomas de Zamora para la pronta recuperación del ramal e incluir un plan de vivienda para las 1600 familias instaladas a lo largo de la traza ferroviaria. A su vez indicó que llevará tiempo y recursos ya que es un ramal que se tendría que reestructurar todo de cero con una renovación total de vías, terraplenes y desagües. Martín Marinucci expresó la colaboración con Martín Insaurralde para el plan de reubicación del barrio de emergencia instalado sobre terrenos ferroviarios, inclusive presentó un proyecto para la recuperación del espacio público lindero a la traza ferroviaria.

### Diagrama
| Plataforma lateral |                                                  |
| Andén 1            | Vía y andén sin ningún tipo de uso               |
| Andén 2            | ← Trenes a Aldo Bonzi / Trenes a Puente Alsina → |
| Plataforma lateral |                                                  |

## Infraestructura
Solo se utilizaba el andén lateral para el servicio de pasajeros. Es la única estación que contiene más de dos vías para cambios cuando, antiguamente, circulaban trenes hacia ambas terminales. Hoy en día se pueden ver las 4 vías aunque parte del trazado se encuentra usurpado por asentamientos ilegales a metros de la estación. 
Fue la última estación en estado original y junto a Puente Alsina formaban una de las pocas estaciones con boleterías (en desuso) ya que la Estación Villa Diamante la cual permanecía original, fue demolida por la Municipalidad de Lanús en la actual gestión de Néstor Grindetti.
En la actualidad la estación funciona como Centro Cultural en donde se preservaba en óptimas condiciones, aunque no exista en su interior elementos ferroviarios (ya que fueron retirados por la empresa a mediados de 1999), era un espacio donde se realizaban apoyos estudiantiles, clases de baile y murga.  
La estación poseía cartel nomenclador, sector de boletería, baños, vivienda de jefe de estación, ingreso principal con refugio, alero de espera, señales de entrada y salida, 4 vías y 2 andenes.
La estación de trenes de Villa Fiorito, en el partido bonaerense de Lomas de Zamora, sufrió un impresionante incendió que dañó gran parte de su estructura original quedando prácticamente inutilizable el 25 de febrero de 2023.

## Historia
Fue inaugurada por el Ferrocarril Midland de Buenos Aires el 8 de enero de 1908, como parte del tramo Puente Alsina - Ingeniero Budge.

## Incendio
En la tarde/noche del sábado 25 de febrero de 2023, un incendio arrasó con el lugar donde funcionaba la estación de trenes de Villa Fiorito. Actualmente había viviendas y un centro cultural donde quedó todo destruido.
El pánico pudo verse en varios vídeos grabados por los vecinos de la zona, quienes veían la destrucción de un sitio que marcó su historia y que les traía muchos recuerdos. Actuaron 9 dotaciones de bomberos y 42 efectivos de Bomberos Voluntarios de todo el partido de Lomas de Zamora para controlar el incendio ya que la estación estaba construida con chapa y madera. Luego de varias horas de incendio los bomberos pudieron apagar el fuego pero la estructura original de la estación ya no existe, solamente quedaron vestigios de lo que fue una estación y algunas estructuras destruidas. En este incendio no se tuvo que lamentar pérdidas de vidas ni heridos, pero los daños materiales y la pérdida de los objetos del centro cultural que allí funcionaba son irreversibles.  

## Firma de Maradona
En el año 2008, para un programa de televisión, Diego Maradona, oriundo de este barrio, estampó su firma en la "O" del cartel nomenclador. A los pocos días esa parte de la letra fue arrancada. Aunque posteriormente fue devuelta, no volvió a ser colocada.
Actualmente vecinos de la zona conmemoran la zona de Villa Fiorito con la pintura de un mural cercano a la estación para idolatrar a su ídolo Diego Maradona, también se hizo un comunicado a la empresa estatal Trenes Argentinos para que la estación llevase el nombre de Diego Maradona como segundo nombre de la estación Villa Fiorito, además de la pronta restitución del servicio de pasajeros.
La Municipalidad de Lomas de Zamora hizo en conmemoración del fallecimiento de Diego Maradona la reposición del cartel estilo original de la estación conjuntamente con concejales, vecinos, autoridades ferroviarias y grupo de trabajo del ramal.